# Ludwik Sobieraj

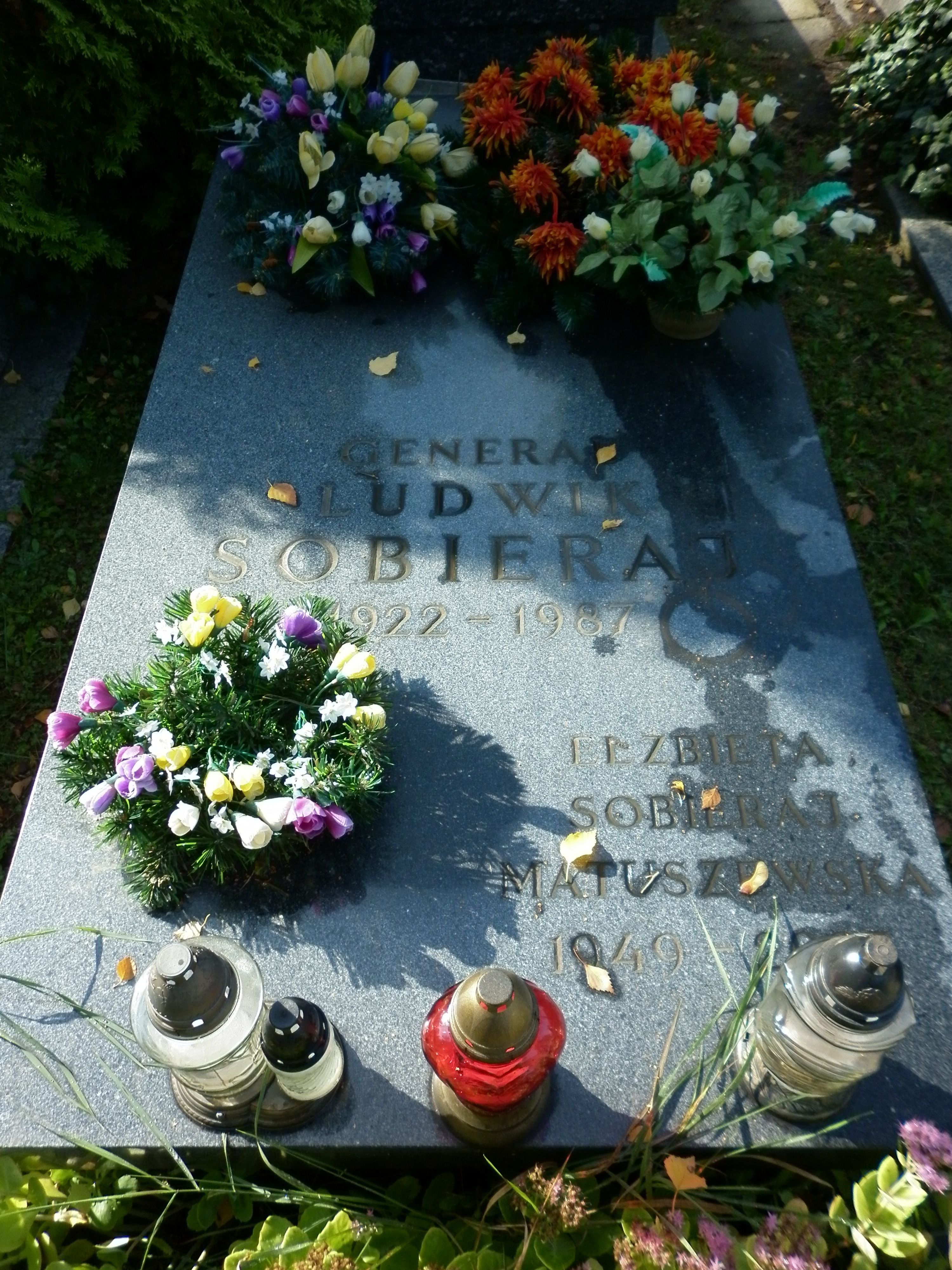
Grób Ludwika Sobieraja na Wojskowych Powązkach

Ludwik Sobieraj (ur. 22 października 1922 w Sosnowcu, zm. 1 czerwca 1987) – generał brygady ludowego Wojska Polskiego, zastępca dowódcy Wojsk Obrony Powietrznej Kraju ds. polityczno-wychowawczych od 1974, szef zarządu Głównego Zarządu Politycznego (GZP) WP, zastępca dowódcy Warszawskiego Okręgu Wojskowego, szef Zarządu Wydawnictwa MON, zastępca dowódcy Wojsk Lotniczych.

## Życiorys
Urodzony w sosnowieckiej rodzinie robotniczej, w kwietniu 1945 wstąpił do ludowego Wojska Polskiego. Skończył Centralną Szkołę Oficerów Polityczno-Wychowawczych w Łodzi. W 1960 ukończył Wojskową Akademię Polityczną w Warszawie. W 1974 został zastępcą dowódcy Wojsk Lotniczych ds. polityczno-wychowawczych, następnie był szefem Zarządu GZP WP.  W 1981 został zastępcą komendanta Akademii Sztabu Generalnego w Rembertowie ds. politycznych.
Pochowany 5 czerwca 1987 na Cmentarzu Wojskowym na Powązkach w Warszawie (kwatera B4-7-15). W pogrzebie uczestniczył m.in. członek Biura Politycznego KC PZPR, minister Obrony Narodowej gen. armii Florian Siwicki. Mowy pogrzebowe wygłosili: w imieniu kierownictwa MON zastępca szefa Głównego Zarządu Politycznego WP gen. bryg. Mieczysław Michalik, a w imieniu współtowarzyszy służby komendant Akademii Sztabu Generalnego WP gen. dyw. Władysław Mróz.

## Awanse
W trakcie wieloletniej służby w Wojsku Polskim otrzymywał awanse na kolejne stopnie wojskowe:
- podporucznik – 1947
- porucznik – 1949
- kapitan – 1951
- major – 1956
- podpułkownik – 1961
- pułkownik – 1968
- generał brygady – 1974

## Odznaczenia
- Brązowy Medal „Zasłużonym na Polu Chwały”
- Srebrny Krzyż Zasługi (1949)
- Krzyż Kawalerski Orderu Odrodzenia Polski (1963)
- Krzyż Oficerski Orderu Odrodzenia Polski (1969)
- Krzyż Komandorski Orderu Odrodzenia Polski (1982)
- Medal 10-lecia Polski Ludowej
- Medal 30-lecia Polski Ludowej
- Medal 40-lecia Polski Ludowej
- Złoty Medal „Siły Zbrojne w Służbie Ojczyzny”
- Srebrny Medal „Siły Zbrojne w Służbie Ojczyzny”
- Brązowy Medal „Siły Zbrojne w Służbie Ojczyzny”
- Złoty Medal „Za zasługi dla obronności kraju”
- Srebrny Medal „Za zasługi dla obronności kraju”
- Brązowy Medal „Za zasługi dla obronności kraju”
- Złota Odznaka „Zasłużony Działacz Kultury Fizycznej” (1975)[3]
- Złote odznaczenie im. Janka Krasickiego (1969)[4]
- Order Sławy (ZSRR)